# Schule für höhere Töchter
Schule für höhere Töchter (späterer Titel: Thebanischer Tod. Kate Fansler ermittelt; Originaltitel The Theban Mysteries) ist ein 1971 erschienener Roman von Carolyn Gold Heilbrun, die dafür das Pseudonym Amanda Cross wählte. Er gehört in die Reihe der „Kate Fansler Mysterie Novels“ und ist eine Art Kriminalroman mit literaturwissenschaftlichen Bezügen und Zitaten. Die erste deutschsprachige Ausgabe publizierte der Eichborn Verlag 1990.

## Inhalt
In ihrer Auszeit als Literaturprofessorin wird Kate Fansler von der hochangesehenen New Yorker Theban-Eliteschule für Mädchen, die sie selbst als Jugendliche besucht hat, gebeten, ein Seminar über das griechische Drama Antigone abzuhalten. Es ist 1970 und die Einstellung zum Vietnamkrieg spaltet die Gesellschaft. Die meisten der Schülerinnen sind gegen den Krieg und provozieren dadurch die Elternschaft, während die verdiente langjährige Direktorin einen gemäßigten und vermittelnden Standpunkt einnimmt. Die Situation verschärft sich, als kurz nach Kates Vertretungsantritt die Seminarteilnehmerin Angelica Jablon ihren Bruder Patrick vor der Einberufung im zehnstöckigen Schulgebäude versteckt. Jüngst erst hatte sich Kates Neffe wegen dessen Kriegsdienstverweigerung mit seinem Vater überworfen. Eine weitere Parallele ergibt sich durch den Vergleich des Antigone-Stoffes mit der Lage, in der sich Angelica befindet. Im Drama beerdigt Antigone entgegen der durch Kreon verkörperten Staatsräson ihren Bruder. Hier wie da besteht die Notwendigkeit der Abwägung, welcher „Verrat“ der verwerflichere ist: die Gehorsams-Verweigerung gegenüber dem Staat oder der ausbleibende Beistand gegenüber Blutsverwandten.
Dann wird die Mutter des Geschwisterpaares Jablon nach einem Elternabend tot in der Schule aufgefunden. Es sieht nach einer Herzattacke der physisch wie psychisch labilen Esther Jablon aus. Als Ursache drängen sich die Wachhunde, zwei „höchst bösartig aussehende Dobermänner“ (S. 90), auf, die schon Patrick aufgespürt und erschreckt hatten. Der Hausmeister (und zugleich Hundehalter) widerspricht dieser Möglichkeit energisch. Kate und ihr Ehemann, der Rechtsanwalt Reed Amhearst, beraten mit der Schulleiterin, ob man es zwecks Skandalvermeidung bei der offiziellen Version belassen oder den Ungereimtheiten nachgehen soll. Die integre Schulleiterin ist gegen eine Vertuschung, möchte aber keine sensationslüsterne Öffentlichkeit, so beginnen Kate und Reed intern zu ermitteln.
Trotz des Elternabends hat niemand Angelicas Mutter gesehen. Die Hunde hatten weder eine sich herumtreibende Gestalt, noch eine Leiche aufgespürt. Reed unternimmt einen Selbstversuch, indem er sich im Gebäude versteckt. Die Hunde wittern ihn sogar in der Turnhalle an den Ringen in der Luft hängend. Die Schlussfolgerung lautet, dass die bereits Tote irgendwann nach der Kontrollrunde der Hunde in der dritten Etage im Zeichensaal abgelegt worden sein muss. Kate findet heraus, dass Mrs. Jablon eine dissoziative Störung aufwies und es oft hitzigen Streit mit ihren Kindern gab. Angelica schämte sich für die hysterischen und taktlosen Auftritte ihrer Mutter. Ihre Wut über die Mutter ließ sie in einer sogenannten Encountergruppe aus, indem sie – stellvertretend – auf eine Matratze eintrat und ein Kissen beschimpfte. Die Idee für eine Encountergruppe stammte von der Leiterin der Theater-AG an der Schule, Mrs. Banister. Für die Antigone-Aufführung sollten ihre Darstellerinnen echte Gefühle, eine tiefe Leidenschaft, entwickeln und ihr mit vollem Körpereinsatz Ausdruck verleihen. Die Schülerinnen trafen sich bald privat, um dieselbe Technik auf ihre eigenen Probleme anzuwenden.
Als Mrs. Jablon ihrer Tochter zu einem Treffen der Mädchen nachfolgte, in die unverschlossene Wohnung der Mitschülerin Irene Rexton eindrang und Angelica beim „Wüten“ beobachtete, erlitt sie den Herzinfarkt. Die Leiche wurde von Patrick und Mrs. Banister ins Schulgebäude gebracht. Mrs. Banister rechnet nach der Enthüllung mit ihrer Entlassung. Wie sich die üblicherweise auf Ausgleich bedachte Direktorin entscheidet, bleibt offen.

## Ausgaben
Die verwendete Ausgabe ist die fest gebundene Erstausgabe des Eichborn-Verlags.
- Schule für höhere Töchter. Aus dem Amerikanischen von Monika Blaich und Klaus Kamberger. Eichborn Verlag, Frankfurt am Main 1990, ISBN 3-8218-0194-8.
- Schule für höhere Töchter. Kriminalroman (= dtv, 11632). Deutsch von Monika Blaich und Klaus Kamberger. Deutscher Taschenbuchverlag, München 1993, ISBN 3-423-11632-3.
- Schule für höhere Töchter. Aus dem Amerikanischen von Monika Blaich und Klaus Kamberger. Büchergilde Gutenberg, Frankfurt am Main / Wien 1997, ISBN 3-7632-4604-5.
- Thebanischer Tod. Kate Fansler ermittelt. Kriminalroman. Aus dem Amerikanischen von Monika Blaich und Klaus Kamberger. Dörlemann, Zürich 2022, ISBN 978-3-03820-109-0. (Auch als E-Book)